# Kroemovgrad
Kroemovgrad (Bulgaars: Крумовград, Turks: Koşukavak) is een stad in het zuiden van Bulgarije in de  oblast  Kardzjali. Het is de hoofdstad van de gelijknamige gemeente Kroemovgrad. De letterlijke vertaling van de naam van de stad Kroemovgrad is de stad van Kroem. De gemeente Kroemovgrad, die naast de stad Kroemovgrad ook 78 bergdorpen omvat, telde op 31 december 2018 zo'n 17.081 inwoners.

## Geografie
De gemeente bevindt zich in het oostelijke en het zuidoostelijke deel van de oblast  Kardzjali.  De gemeente Kroemovgrad heeft een totale oppervlakte van 843 km2 en beslaat daarmee ruim een kwart van de totale oppervlakte van de oblast. De grenzen zijn als volgt: in het zuidwesten grenst Kroemovgrad aan de gemeente Kirkovo; in het westen aan de gemeente Momtsjilgrad; in het noordwesten aan de gemeente  Kardzjali; in het noorden aan de gemeente Stambolovo; in het noordoosten aan de gemeente Madzjarovo; in het oosten aan de gemeente Ivaïlovgrad en in het zuiden aan de Helleense Republiek. De Bulgaarse hoofdstad Sofia ligt op 285 km afstand.

#### Klimaat
De gemiddelde jaartemperatuur is 13,2 ° C, met een maximumtemperatuur van 37,0 ° C en een minimumtemperatuur van -16,0 ° C.  De winters zijn relatief zacht met een gemiddelde  sneeuwval van 43 dagen per jaar. De zomers zijn daarentegen heet en warm.  

## Bevolking
Tussen 1934 en 1985 vertienvoudigde de bevolking van het stadje Kroemovgrad zich (van 688 inwoners naar 6597 inwoners). Ook nam de bevolking van de omliggende 79 verschillende dorpen in die periode toe, weliswaar in een veel langzamer tempo (van 26784 inwoners naar 37549 inwoners). In de periode 1987-1989 namen duizenden etnische Bulgaarse Turken en Pomakken de wijk naar Turkije, om te ontkomen aan de grote bulgariseringscampagne die in 1985 was begonnen. Daardoor verloor de gemeente Kroemovgrad, net als de meeste andere plaatsen in Kardzjali, een significant deel van het inwonersaantal. Na de val van het communisme is de emigratie van jongvolwassenen naar het buitenland aangewakkerd,
vooral vanwege de verslechterde economische situatie in de regio. Hierdoor is het geboortecijfer tot een dieptepunt geslonken en het sterftecijfer drastisch gestegen. Zo werden er in heel 2018 zo’n 178 kinderen geboren, terwijl er 232 mensen stierven. Het bruto geboortecijfer bedroeg 10,4‰, veel lager dan het bruto sterftecijfer van 13,6‰. De natuurlijke bevolkingsgroei bedroeg -54 mensen in 2018 (ofwel -3,4‰). Desondanks blijft de demografische situatie van Kroemovgrad en omgeving gunstiger dan overige plattelandsgebieden in Bulgarije. 
| Jaar                 | 1934   | 1946   | 1956   | 1965   | 1975   | 1985   | 1992   | 2001   | 2011   | 2018   |
| stad Kroemovgrad     | 688    | 1.514  | 2.230  | 3.627  | 5.223  | 6.597  | 5.286  | 5.239  | 5.070  | 4.824  |
| gemeente Kroemovgrad | 27.472 | 33.550 | 39.161 | 43.090 | 44.544 | 44.146 | 31.268 | 19.907 | 17.823 | 17.081 |

## Sport
De lokale sportclub is FK Kroemovgrad. Na te zijn heropgericht in 2021 is de club in het seizoen van 2023/24 voor het eerst actief op het hoogste niveau van Bulgarije.

## Gemeente Kroemovgrad
De gemeente Kroemovgrad bestaat uit de volgende 79 nederzettingen:
| - Avren - Bagriltsi - Baratsi - Blagoen - Boek - Bojnik - Brjagovets - Chisar - Chrastovo - Dazjdovnik - Devesilitsa - Devesilovo - Doborsko - Dolna Koela - Dolni Joeroetsi - Dzjanka - Egrek - Edrino - Goljama Tsjinka - Goljam Devesil - Goljamo Kamenjane - Gorna Koela - Gorni Joeroetsi - Grivka - Goelijka - Goelija - Kalajdzjievo - Kamenka - Kandilka - Katsjoelka - Kovil - Kozjoechartsi - Kotlari - Krasino - Kaklitsa - Lesjtarka - Limets - Loelitsjka - Malka Tsjinka | - Malko Kamenjane - Malak Devesil - Metlika - Morjantsi - Ovtsjari - Oresjari - Padalo - Pasjintsi - Pelin - Peroenika - Podroemtsje - Polkovnik Zjeljazovo - Pototsjarka - Pototsjnitsa - Ralitsjevo - Ribino - Rogatsj - Roetsjej - Samovila - Sarnak - Sbor - Siniger - Skalak - Sladkodoem - Slivarka - Stari Tsjal - Strandzjevo - Strazjets - Stoeden Kladenets - Tintjava - Tokatsjka - Topolka - Tsjal - Tsjernitsjevo - Tsjernooki - Vransko - Zimornitsa - Zlatolist - Zvanarka |